# Néstor de Buen
Néstor de Buen Lozano (Sevilla, España, 2 de diciembre de 1925 - Ciudad de México, 25 de abril de 2016) fue un abogado español, especialista en Derecho laboral, residente en México, país del cual adquirió la nacionalidad en 1988. Fue profesor emérito de la Universidad Nacional Autónoma de México y columnista en el periódico mexicano La Jornada. Como experto en el tema del Derecho laboral, publicó una obra extensa. Emigró primero a Francia y luego a México con su familia durante el exilio republicano.
Estudió el doctorado en la UNAM, y con su tesis La decadencia del contrato obtuvo el grado de abogado en 1965 con mención honorífica. Se inició en la docencia, y fue pionero en el campo del derecho civil mexicano, primero en la UNAM, en 1953, y un poco más tarde, en 1958, en la Universidad Iberoamericana (UIA). Posteriormente impartió cátedra sobre derecho laboral, tanto en la UIA como en el Seminario de Derecho del Trabajo y en el doctorado de la UNAM.
Fue colaborador de numerosas publicaciones periódicas en México, como Novedades, La Jornada, Impacto y Proceso.

## Defensa de los trabajadores
Como abogado laboralista, trabajó durante muchos años en defensa sobre todo de los sindicatos, y destacó "por la defensa irreductible de los intereses y demandas de la clase obrera mexicana", por ejemplo en el caso del sindicato nacional de mineros.

## Familia
Fue nieto de Odón de Buen y del Cos, oceanógrafo de prestigio; hijo de Demófilo de Buen Lozano, abogado, docente y masón republicano; sobrino de Fernando de Buen y Lozano y de Sadí de Buen Lozano, este último microbiólogo asesinado en la guerra civil española.

## Premios
- Doctor honoris causa de la Universidad Central del Este, 1998.
- Encomienda de la Orden del Mérito Civil, 1997.
- Caballero de la Orden al Mérito de Duarte, Sánchez y Mella, 1994.